# أيامي بيك (ألبوم)
أيامي بيك: هو الألبوم السادس للمغنية اللبنانية إليسا. صدر في 18 ديسمبر 2007، ولاقى الألبوم نجاحاً تجارياً واسعا، حيث أعلنت روتانا في القاهرة بعد مرور خمسة أيام على طرحه، نفاذ الطبعة الأولى 150 ألف نسخة في جمهورية مصر منفردةً. وحافظ على المركز الأول لمدة ثلاثة أشهر، وظل عامين في المراتب الأولى في معظم الدول العربي حتى ديسمبر 2009، وباع أكثر من 4 ملايين تسخة. وذكرت روتليدج البريطانية إليسا للعام الثاني على التوالي ضمن المغنين الأكثر شعبية في العالم لعام 2007.
تلقت إليسا العديد من الجوائز عن الألبوم، منها: جائزة أفضل مطربة عربية من جوائز الشرق الأوسط للموسيقى، وجائزة أغنية العام لأغنية «بتمون» وجائزة أفضل فيديوكليب عن بتمون أيضًا من الموريكس دور.وذكرت روتليدج البريطانية إليسا للعام الثالث على التوالي ضمن المغنين الأكثر شعبية في العالم لعام 2008.
وفي مارس 2008، أعلنت شركة سامسونج بأن إليسا أصبحت جزء من حملتهم العالمية بعنوان «سامسونج الموسيقية»،ولتكون الوجه الإعلاني للشركة،كما قدمت إعلان تجاري للهواتف بأغنيتها «مش كتير عليك»، وتجدر الإشارة إلى أن إليسا بقت الوجه الإعلاني للشركة حتى صدور سامسونج جالكسي إس 6.

## قائمة الأغاني
ضم الألبوم 11 أغنية، ومازالت الأغاني تلقى مشاهدات واسعة على يوتيوب مثل: (بتمون - أكثر من 100 مليون مشاهدة)، (خد بالك عليه - أكثر من 50 مليون مشاهدة).وقد نٌقلت العديد من أغاني الألبوم إلى لغات عديدة، حيث نقلت أغنية أيامي بيك إلى التركية، ونسخة بالفارسية. كما نقلت أغنية أديك عرفت إلى الأوزبكستانية (وحققت نجاح واسع)، ونسختين بالعبرية.
| العنوان         | كلمات         | ألحان       | توزيع       | المدة |
| --------------- | ------------- | ----------- | ----------- | ----- |
| أيامى بيك       | نادر عبد الله | تامر علي    | تميم        | 4:42  |
| خد بالك عليّ     | نادر عبد الله | وليد سعد    | هاني سبليني | 5:32  |
| بتمون           | مروان خوري    | مروان خوري  | كلود شلهوب  | 4:06  |
| يا عالم         | نادر عبد الله | تامر علي    | ناصر الأسعد | 5:16  |
| لو ما تجي       | نزار فرنسيس   | سمير صفير   | طارق مدكور  | 4:36  |
| مش كتير عليك    | أمير طعيمة    | تامر علي    | داني حلو    | 4:31  |
| أديك عرفت       | مهاد جودة     | شريف تاج    | هاني سبليني | 4:52  |
| على حبك         | أحمد ماضي     | ناصر الأسعد | ناصر الأسعد | 3:38  |
| أنا بستغرب عليه | محمد الرفاعي  | أيمن محسب   | داني حلو    | 4:29  |
| سهر عيني        | أحمد ماضي     | يحيى الحسن  | كلود شلهوب  | 4:35  |
| أواخر الشتا     | نادر عبد الله | تامر علي    | تميم        | 4:32  |